# Amdoukal
Amdoukal ou M'doukal (em árabe: أمدوكل), é uma cidade localizada na província de Batna, Argélia. Sua população era de 9 010 habitantes, em 2008.